# Рекрутская повинность

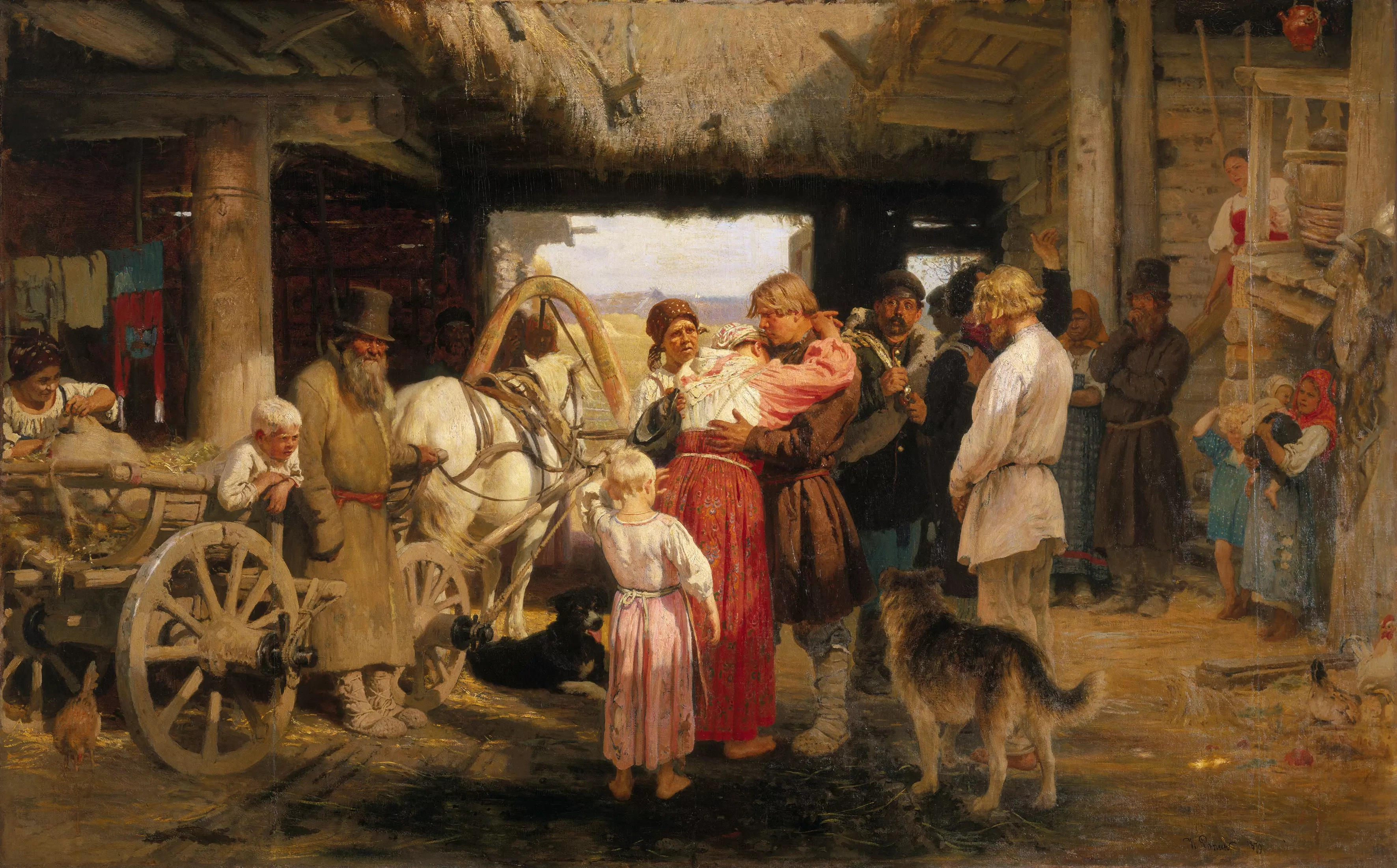
Картина «Проводы новобранца». Художник Илья Репин, 1879 год.

Ре́крутская пови́нность — способ комплектования вооружённых сил Русского царства и Российской империи (Русских гвардии, армии и флота и других формирований) до 1874 года, одновременно форма наказания непослушных («отдание в рекруты»). 
Рекрутская повинность введена в России Петром I в 1705 году, когда в государстве и был узаконен термин «рекрут». Первый набор 1699 года на новых началах 32 000 солдат, для образования новых солдатских полевых полков, был из даточных людей. Люди, поставляемые в войска, продолжали именоваться по-прежнему даточными. В период с 1699 года по 1700 год из собранных 22 ½ тысяч даточных людей и вольницы было сформировано 27 пехотных полевых полков. В 1703 году был произведён новый набор даточных на тех же основаниях, но уже в двойном количестве для лучшего выбора. То же делалось и в следующие наборы до 1705 года, когда царским указом от 20 февраля слово «Даточные люди» впервые и окончательно было заменено словом «рекруты». В итоге, к 1708 году вместо примерно 40 тысяч солдат армия России составляла 113 тысяч рекрутов. В первое время люди, собираемые по рекрутской повинности, назывались по-прежнему даточными людьми.

## Рекрутская повинность
Рекрутская повинность заключалась в следующем:
1. рекрутской повинности подлежат все сословия и все классы населения;
2. для дворян есть повинность личная и поголовная, для податных сословий — общинная, то есть правительство предъявляло свои требования не к лицу, а к общине, указывая лишь число подлежащих сдаче рекрутов, в возрасте от 20 до 35 лет, и предоставляя самим общинам определять, кто и на каких основаниях должен быть сдан;
3. срок службы  — пожизненный;
4. размер повинности, время набора и порядок раскладки определяются особо перед каждым набором.

Позднее принципы рекрутской повинности изменялись. В 1736 году разрешено было в каждой дворянской семье освобождать от службы одного из братьев, для лучшего управления имением; затем служба для дворян была ограничена 25 годами и, наконец, грамотой о вольности и свободе дворянству в 1762 году, дворянство было освобождено от рекрутской повинности.
Затем началось постепенное освобождение других классов общества: купцов, почётных граждан, жителей привилегированных местностей (Бессарабии, отдаленных областей Сибири), лиц, получивших известное образование, колонистов, семейств церковнослужителей и других. По 10-й народной переписи (1858 год) из 29,5 млн душ мужского пола в Европейской России (без Царства Польского и Финляндии) рекрутской повинности подлежало лишь 23,5 млн, а 6 млн, или 20 %, были либо вовсе свободны от неё, либо не несли её лично, а платили вместо того денежный взнос.

## Раскладка повинности
Раскладка рекрутской повинности первоначально делалась по числу дворов, а после первой ревизии 1722 года была установлена по числу душ.
При Елизавете Петровне вся страна была разделена на пять полос. Каждая полоса один раз в пять лет поставляла по одному рекруту со ста душ. Впоследствии этот порядок был нарушен, и рекрутские наборы проводились по мере необходимости.
Манифестом от 1 (13) августа 1834 года территория России была разделена на две полосы: южную и северную. Манифестом от 8 (20) июля 1839 года было введено деление на западную и восточную полосы. Наборы проходили поочередно: то есть один год по западной полосе, другой — по восточной. Этот порядок просуществовал до 1855 года. Манифестом от 3 (15) октября 1855 года в условиях Крымской войны был объявлен общий набор, и все дальнейшие наборы также производились без разделения на полосы.
Рекрутский набор объявлялся по Высочайшему указу, «в виде манифестов исходящих». По числу взимаемых рекрутов различались: обыкновенные наборы — менее 7 человек с тысячи, усиленные — от 7 до 10 и чрезвычайные — свыше 10 человек с тысячи.
Во время крымской войны было взято: в губерниях восточной полосы по 70 человек с тысячи ревизских душ, а в губерниях западной полосы — по 57 человек, не считая ратников ополчения.
В 1863 году, ввиду польского восстания и ожидавшегося вмешательства западных держав, в один год было произведено два чрезвычайных набора со всего государства, по 5 человек с тысячи душ каждый. Дальнейшие наборы производились также ежегодно со всего государства, а не по полосам. Последние наборы давали ежегодно от 140 до 150 тысяч рекрутов.

## Выборы рекрутов
Рекрутская повинность носила общинный характер, то есть рекруты выбирались общиной. В генеральном учреждении о ежегодном сборе рекрутов 1757 года говорилось, что военные приемщики обязаны принимать «кого отдатчики в отдачу объявят и поставят». Со временем выработалась так называемая очередная система, основанная на учете рабочей силы каждой семьи. Правительство установило порядок, получивший название жеребьевого. В 1854 году этот порядок был окончательно установлен для мещан, ремесленников и государственных крестьян. Для удельных и помещичьих крестьян оставался в силе порядок очередной. Хотя формально порядок был очередным, рекрутов чаще всего выбирал помещик.

## Призывной возраст
Призывной возраст был достаточно неопределённым. До Крымской войны сохранялись пределы от 20 до 35 лет, затем высший предел был понижен до 30 лет. После введения жеребьёвой системы возраст привлекавшихся к жребию был установлен — 21 год, а в Архангельской и Олонецкой губерниях — 22 года.

## Срок службы
В 1736 году для дворян вместо пожизненного срока был установлен срок службы в 25 лет. В 1762 году по манифесту о «Вольности дворянской» дворянин имел право не служить вообще. 
Срок службы рекрутов из крестьян и других сословий сокращался поэтапно. При Екатерине II в 1793 году срок службы был сокращен до 25 лет. В XIX веке этот срок сохранял свою силу до Крымской войны, но фактически ещё в 1834 году он был сокращен до 20 лет. Нижние чины, прослужившие 20 лет, увольнялись на 5 лет в так называемый бессрочный отпуск, из которого они могли быть возвращены на службу только для пополнения войск до размера штатов военного времени.
Во время царствования Александра II срок службы был сокращен до 15 лет; в начале действительная служба продолжалась 12 лет, после чего нижние чины увольнялись в бессрочный отпуск на 3 года, а затем было введено увольнение в бессрочный отпуск на 5 лет после 10 лет службы. В 1860-е последовало дальнейшее сокращение срока действительной службы, путём увольнения во временный отпуск. Ко времени введения устава о воинской повинности 1874 года нижние чины состояли на действительной службе около 7 лет, затем увольнялись во временный отпуск, а через 3 года перечислялись в бессрочный отпуск на 5 лет, после чего получали «чистую» отставку.

## Социальное значение

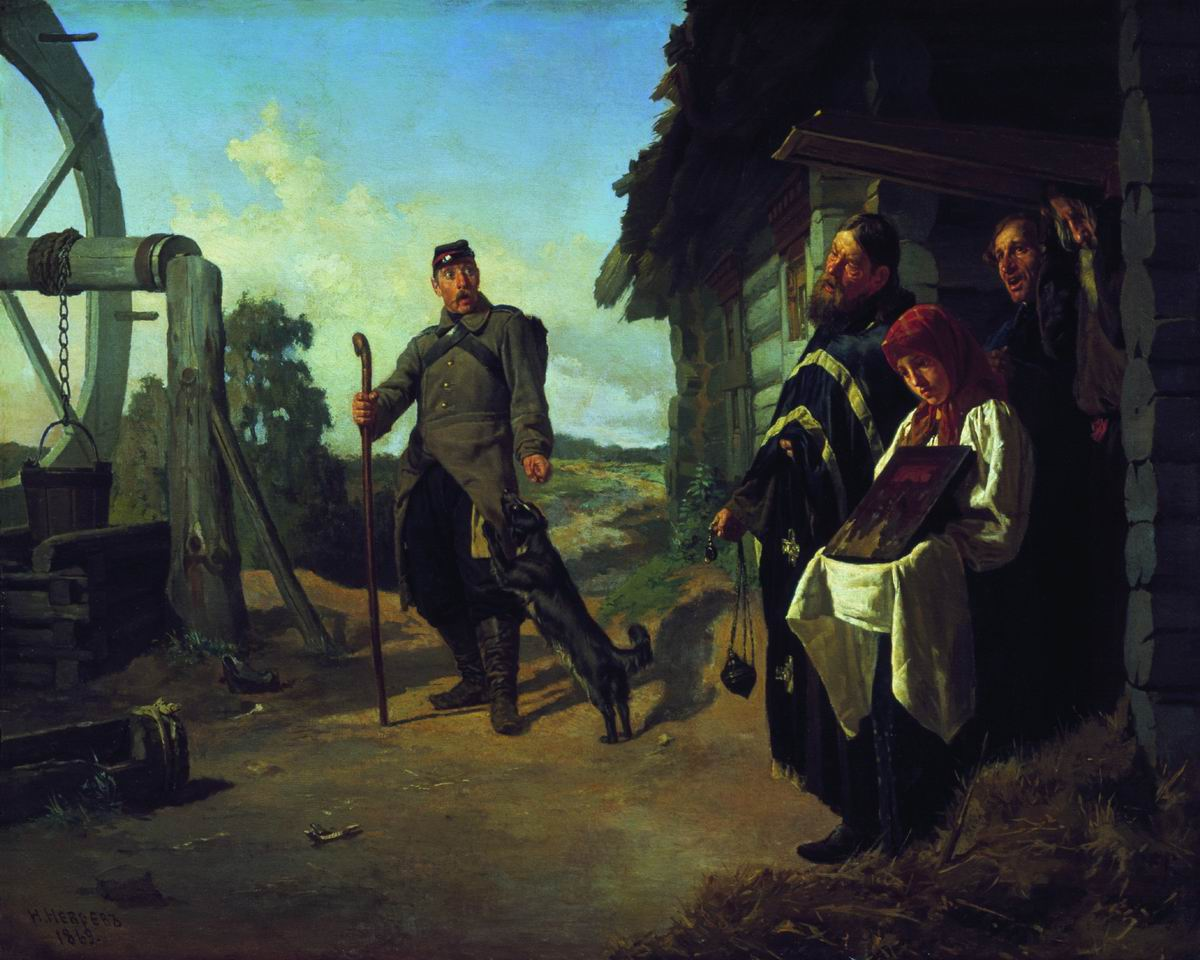
«Возвращение солдата на родину». Художник Н. Неврев (1869)

Люди, попавшие в солдаты, утрачивали связь со своим прежним сословием, переходили в состав военного сословия и свой статус передавали жене и детям. Военная служба для этого сословия являлась наследственной обязанностью, освобождавшей его от платежа всех государственных податей и выполнения казённых повинностей. Вышедшие в отставку нижние чины считались лично свободными людьми, имели право владеть землёй (из податных сословий это допускалось только для определённых категорий лиц со специальными разрешениями). Они составляли особую категорию отставных солдат, могли записаться в какое-нибудь податное сословие, а в случае дряхлости или неспособности к труду получали небольшую пенсию — 36 руб. в год.
Служба в армии была одним из главных механизмов освобождения населения от крепостной зависимости. Так, ещё в XVIII веке из армии было демобилизовано в преклонном возрасте около 300 тыс. человек, из которых не менее половины приходилось на долю бывших помещичьих крестьян. Всего с 1796 года по 1858 год через службу в армии в качестве нижних чинов прошло 2034,1 тыс. человек, среди которых крепостных было примерно 1017,1 тыс. человек. В годы VII ревизии (1816—1834 гг.) число освободившихся от крепостной неволи, после выхода в отставку, превысило количество получивших свободу иными путями. Армия являлась важнейшим элементом развития социальной мобильности российского общества, способствуя появлению свободных от крепостничества людей, не платящих налоги и имевших право свободного выбора места жительства и занятий.
Многие отставные солдаты так и не смогли вернуться к своим прежним занятиям в деревне и становились «зародышем пролетариата» в России. Отставные солдаты и их семьи охотно селились в городах, где они рассчитывали найти себе средства для жизни — их охотно брали на должности сторожей, дворников, надзирателей и других низших служащих. Служба в армии способствовала развитию грамотности населения. Именно в армии солдат нередко становился человеком грамотным. Поэтому в городе отставной солдат часто шёл в услужение — швейцаром, «дядькой» к господским детям, а в деревне, как правило, становился писарем сельской общины.
Забота о пополнении армии и нежелание нести дополнительные расходы вынудили правительство предоставить помещикам льготы по рекрутской повинности, если они селили в своем поместье семьи отставных солдат. Таким образом, государство перекладывало со своих плеч необходимость призрения военных ветеранов с их семьями, а помещики приобретали право на получение зачетной рекрутской квитанции за каждого из сыновей таких солдат.
По мнению Э. К. Виртшафтер, вернувшиеся с военной службы солдаты попадали в категорию разночинцев, хотя местные чиновники и пытались отнести их к «военному сословию». По законодательству они могли свободно перемещаться, но при условии, что не будут заниматься преступной деятельностью или бродяжничеством. При Николае I от отставных солдат стали требовать «соблюдать в одежде форму, бороду брить, по миру не ходить».

## Замены
В рекрутской системе допускалась замена лица, сдаваемого в рекруты, другим лицом, ещё Петром I был издан указ, разрешающий лицам всякого сословия (даже крепостным) отдавать вместо себя в рекруты купленных людей. Наиболее распространённым способом замены был наём добровольцев. С 1868 года правительство само стало нанимать добровольцев. С 1872 года был установлен неограниченный выкуп от рекрутской повинности, для всех желающих, путём простого взноса определённой денежной суммы.

## Ликвидация рекрутской повинности
В 1874 году в ходе военной реформы рекрутская повинность была заменена воинской повинностью. Термин «рекрут» был заменен словом «новобранец».